# Museu de Ringve
El Museu de Ringve és un museu de Noruega dedicat a la música i als instruments musicals, amb col·leccions procedents de tot el món. El museu se situa a la històrica granja homònima, a la ciutat de Trondheim (comtat de Sør-Trøndelag), i està envoltat per un jardí botànic de 13 ha.

## Història
El museu de Ringve està situat a la granja històrica de Ringve. Aquesta granja va ser la casa natal del noble noruec-danès Peter Tordenskjold. La granja se situa en un parc a la península de Lade, als afores de Strondheim amb una panoràmica del fiord de Trondheim. La primera casa a l'indret fou construïda el 1521, però el grup actual d'edificis data de 1850 en endavant.
Quan la finca fou subhastada el 1878, fou comprada per la família Bachke i un dels fills, Christian Anker Bachke (1873-1946), va adquirir la finca el 1919. A la fi del 1919, es va casar amb l'emigrant russa Victòria Rostin Bachke, un artista que va fugir de la revolució russa. La parella no va tenir descendència i va canalitzar les seves considerables energies en el seu amor a la música i en muntar una col·lecció d'instruments musicals històrics; el primer museu es va obrir al públic el 1952. Ara hi ha al voltant de 1.500 instruments en la col·lecció, al costat d'altres artefactes associats a la música.
El museu es basa en la col·lecció privada del seu fundador Victòria Bachke. Jon Voigt (1928-1997) va succeir a Victòria Bachke com a director el 1963 i va continuar fins al 1997. Durant anys molts músics famosos han visitat Ringve, destacant Artur Schnabel, Lilly Krauss, Ignaz Friedman, Percy Grainger i Kirsten Flagstad, així com l'artista Edvard Munch.

## Exposicions
Les exposicions públiques estan dividides en dues parts: la casa pairal i el graner.

### La casa pairal

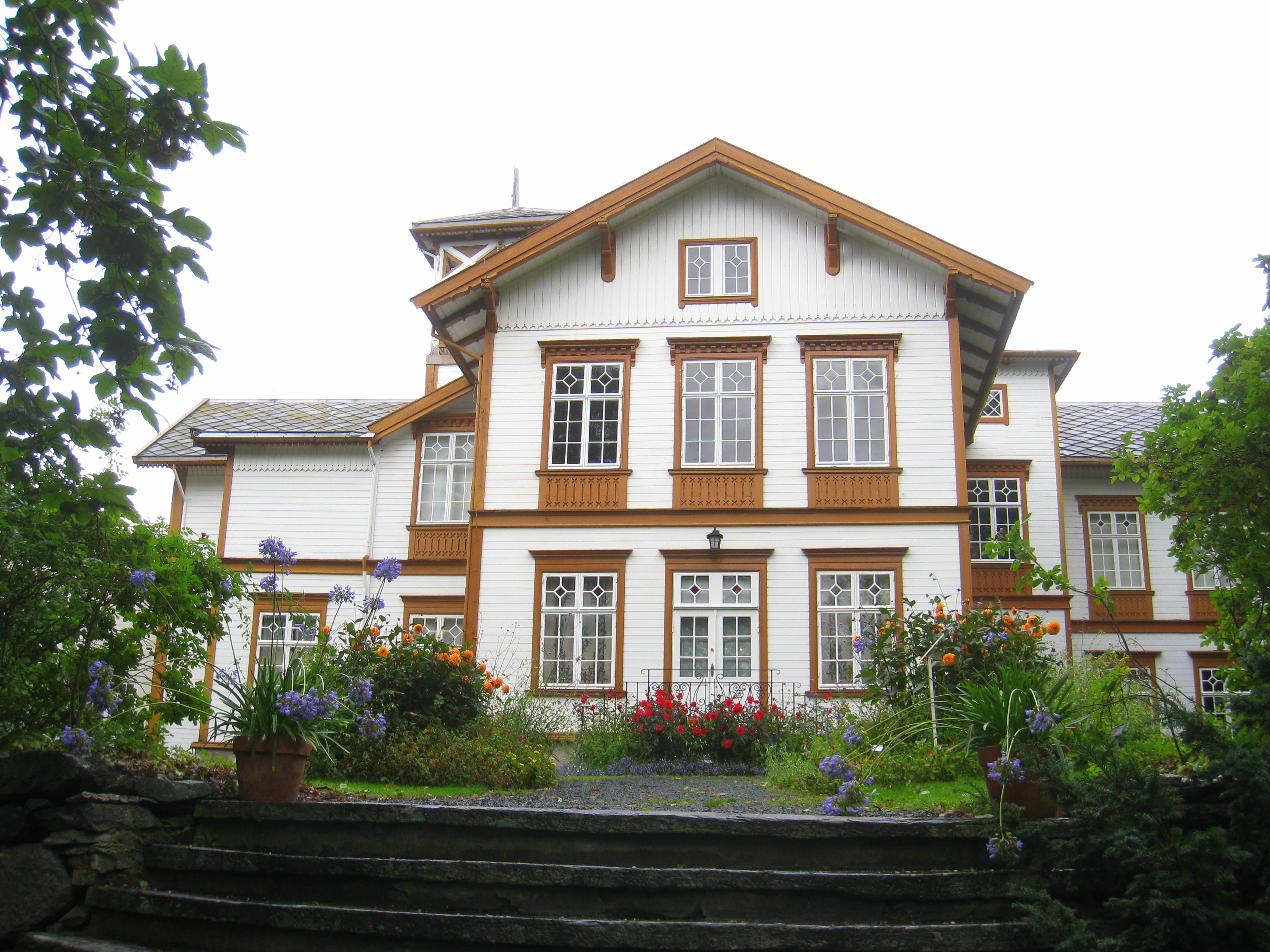
La casa pairal

Els interiors de la casa del senyoriu de Ringve proporcionen el marc adequat per a les sales temàtiques - principalment teclat - d'instruments de treball. En aquesta secció, oberta per només per a grups guiats, els guies (estudiants sovint graduats en música) executen una peça musical apropiada (o extracte) segons com sigui procedent del grup de visitants.
La primera sala es diu sala de "Mozart" i conté un espinet, un clavicordi i un òrgan domèstic o de casa, originaris del segle xviii. Un llum de vidre de Murano penja del sostre.
La sala següent s'anomena la de "Beethoven" i conté un piano d'arpa del 1870 de Dietz, i un piano del tipus afavorit per Beethoven. Una sala dedicada a Chopin ve després, amb els exemples dels pianos preferits del compositor, així com una màscara mortuòria i els motlles de les seves mans. Hi ha també aquarel·les de George Sand i objectes de record sobre Chopin i Liszt. Una taula i un sofà procedents de la llar a París de Chopin, i que van ser heretats per la seva pupil·la noruega Thomas Tellefsen estan en l'exhibició.
A la planta superior hi ha una sala basada al voltant dels cantants Elisabeth Wiborg i Adelina Patti i inclou un piano en què Patti va insistir en l'acompanyament. Això és seguit per una exhibició del violí de Hardanger, una sala de "Grieg", una sala dels instruments associats a l'església i a l'adoració, i finalment una sala de curiositats, incloent un Cecilium, les joguines fetes a Noruega barril-òrgan, joguines musicals i un Piano de Janko.

### El Graner (Museet på Låven)
Les col·leccions que s'exhibeixen al Graner estan dividides en dues parts:
- Els instruments que es van associar principalment a la música clàssica i popular occidental durant quatre segles. Un clavicordi de Kirkman del 1767, una viola d'amore d'Erberle del 1755, un piano de Stein de cinc-vuitenes del 1783, un saxòfon de soprano fabricat per Sax (fill) del 1907, una àmplia sèrie d'instruments electrònics primerencs i una màquina tocadiscs del 1948.
- Instruments populars de tot el món, incloent un Runebomme (un tipus de tambor Sami), un zang-dang tibetà (banya), un nadomo (arpa arquejada) del Congo i els violins del hardanger.

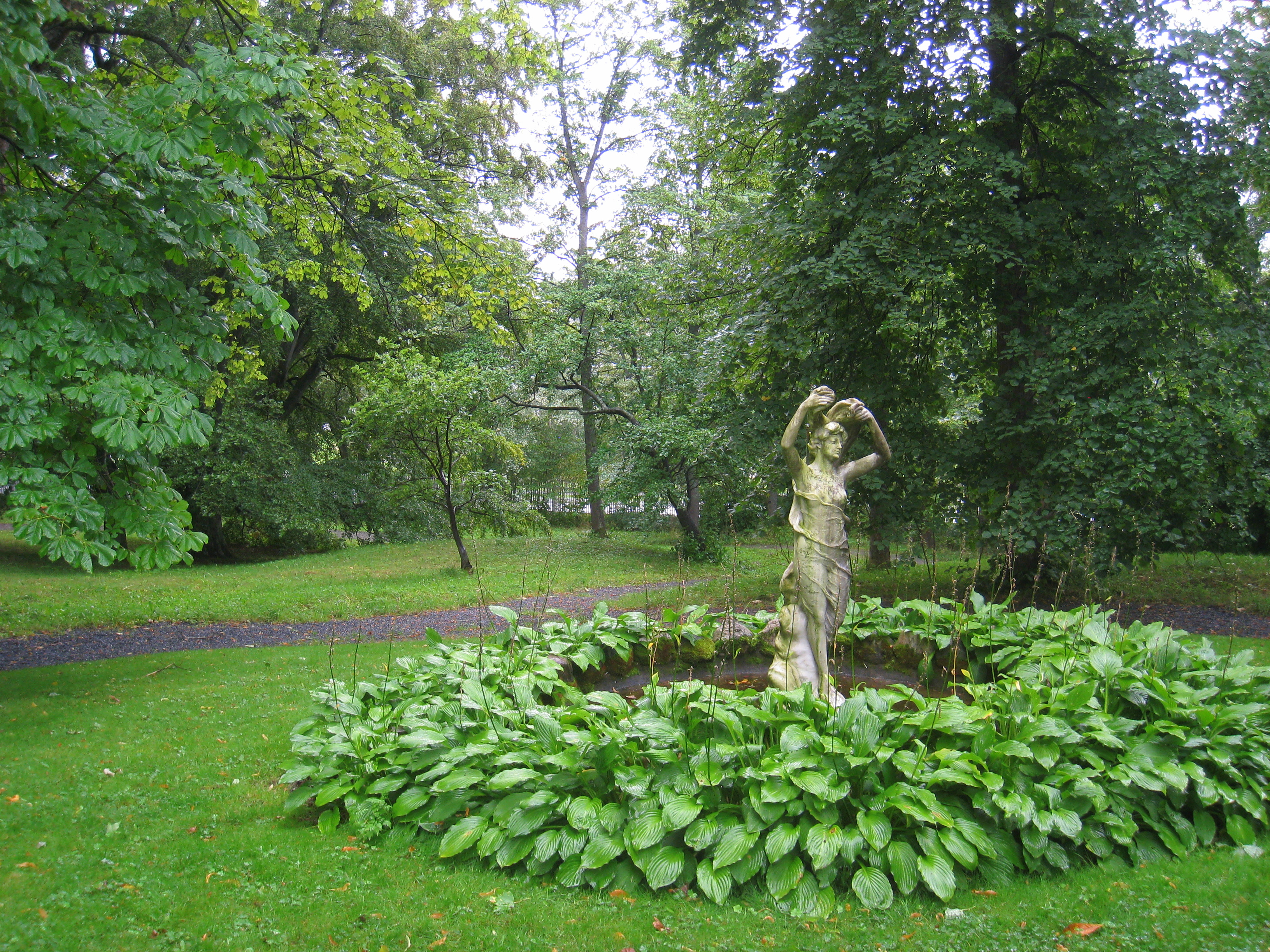
Parc d'estil anglès.

## El jardí botànic de Ringve
El jardí botànic de Ringve fou creat el 1973. El jardí botànic té tres seccions principals:
- El jardí del segle xix, que es troba davant la casa de la senyoria. És un jardí històric d'estil anglès del 1800.
- L'arborètum, amb espècies arbòries de l'hemisferi nord al voltant d'un llac.
- La secció sistemàtica, amb un laberint floral al que conrea una presentació sistemàtica de plantes perennes, d'un jardí (herbari) del renaixement.[4]